# 현악 오중주 (슈베르트)
프란츠 슈베르트의 마지막 실내악인 현악 5중주 C장조 (D. 956, Op. post. 163)는 표준 현악 4중주와 기존의 현악 5중주곡에서 더 일반적인 여분의 비올라 대신 여분의 첼로를 위해 작곡되었기 때문에 때때로 "첼로 5중주곡"이라고 불린다. 그것은 1828년에 작곡되었고 그 작곡가가 죽기 두 달 전에 완성되었다. 이 작품은 1850년에 초연되었고, 3년 후인 1853년에 출판되었다. 슈베르트의 유일한 본격적인 현악 5중주곡으로 '우아함' 또는 '비범함'이라는 찬사와 '바닥이 없는 파토스'를 담고 있으며, 일반적으로 슈베르트의 가장 훌륭한 실내악 작품일 뿐만 아니라 모든 실내악에서 가장 위대한 작품 중 하나로 평가받고 있다.
현악 5중주는 183곡으로 슈베르트가 마지막 세 개의 피아노 소나타와 슈바넨게상 몇 곡을 작곡한 것과 동시에 1828년 여름이나 초가을에 작곡되었다. 슈베르트는 죽기 두 달 전인 9월 말이나 10월 초에 완성했다. 슈베르트는 그의 출판사 중 한 명인 하인리히 알베르트 프로스트에게 "마침내 바이올린 2개, 비올라 1개, 비올론첼리 2개를 위한 5중주를 작곡했다. 5중주 리허설은 며칠 내로 시작될 것이다. 프로스트는 슈베르트의 성악 작품 중 일부만 보고 더 인기 있는 피아노 음악을 요청하며 "혹시 이 작품들 중 자신을 추천하는 작품이 있다면 알려주세요."라고 답했다. 슈베르트의 생애 말기인 이 시기에도 그는 주로 노래와 피아노 작품에 집중한 작곡가로 평가받았고, 실내악 작곡가로서는 결코 심각하게 여겨지지 않았다. 1828년 11월 슈베르트가 사망할 당시 출판되지 않은 채로 남아 있었다. 그 원고와 모든 스케치는 이제 없어졌다. 최초의 대중 공연은 3년 전인 1850년 11월 17일 빈의 뮤지크베레인에서 열렸다.
이 작품은 슈베르트의 작품 중 유일하게 본격적인 현악 5중주곡이다. 슈베르트가 현악 5중주를 작곡하기 시작했을 때, 슈베르트는 현악 4중주를 포함하여 현악을 위한 인상적인 실내악을 이미 작곡한 상태였다.
현악 5중주는 일반적인 빠른-느린-스케르초-빠른 패턴의 4가지 악장으로 구성된다.
1. 알레그로 마 논 트로포
2. 느린 악장
3. 스케르초. 프레스토 - 트리오. 안단테 소스테누토
4. 알레그레토

## 구성

### 1악장:Allegro ma non troppo
다른 후기 슈베르트 작품들과 마찬가지로 (특히, 교향곡 C장조, 피아노 소나타 D. 960, 현악 4중주 G장조 D. 887), 5중주곡은 매우 광범위한 움직임으로 시작한다: 알레그로 마 비 트로포(일반적으로 50분)가 전체 길이의 1/3 이상을 차지한다. 이 운동은 예상치 못한 조화로운 선회들로 유명하다. G장조 4중주 D. 887에서처럼 슈베르트는 규칙적인 리듬의 맥박 없이 기억에 남을만한 좋은 멜로디보다는 그의 하모니를 표현한다.": 183 움직임과 긴장감을 점차 증가시켜 대조적인 두 번째 주제로 이어지는 음악으로, 예상치 못한 이플랫의 키에서 두 첼리의 듀엣으로 소개되었다. 해설은 반복의 오프닝 강장조로 자연스럽게 이어지는 우세한 (G장조) 코드로 마무리된다. 그러나 전시가 반복된 후, 슈베르트는 지배적인 음악에서 부중간으로 대담한 변조를 보이며 G장조에서 A장조로 음악을 "마술적으로" 끌어올린다.

### 2악장:Adagio
슈베르트의 희귀한 아다지오 중 하나인 숭고한 두 번째 악장은 3부로 된 ABA 형식이다. E장조로 된 바깥쪽 부분은 다른 세계의 평온함인 반면, 중앙 부분은 격렬하게 난기류이다: 그것은 갑자기 멀리 있는 F단조의 평온함으로 깨진다. 오프닝 음악이 돌아오면 제2 첼로에 32음표가 달리는 구절이 있는데, 이는 그 전에 닥친 격랑에서 비롯된 것으로 보인다. 이 악장의 마지막 세 악장에서 슈베르트는 중간 부분의 F단조, 즉 E단조로 전체 악장을 조화롭게 묶는다.

### 3악장:스케르초
C장조로 시작하는 스케르초는 교향곡과 스케일이 크고, 5개의 현악기의 음량을 넘어서는 듯한 음량을 만들어내는 혁신적인 방식으로 하부 악기의 열린 현악기가 이용된다.

### 4악장:Allegretto
마지막 악장은 생동감 넘치는 소나타 론도로, 그 형태는 모차르트의 C장조 5중주곡의 피날레를 닮았다.